# Антюфеев, Леонтий Макарович
Леонтий Макарович Антюфеев (1905, Санкт-Петербург — 1975, Ленинград) — советский партийный деятель, первый секретарь Псковского областного комитета ВКП(б) (1944—1949).

## Биография
Член ВКП(б) с 1928 г.
Начал трудовую деятельность в 1920 г. батраком, затем был рабочим на ленинградской фабрике имени Веры Слуцкой.
С 1920 г. — на хозяйственной, общественной и политической работе. В 1920—1965 гг. — батрак, рабочий на фабрике им. В. Слуцкой,
- 1928—1939 гг. — секретарь комитета ВЛКСМ фабрики имени В. Слуцкой, секретарь комитета ВКП(б) завода имени М. Горького (Ленинград), инструктор, секретарь Свердловского районного комитета ВКП(б) г. Ленинграда,
- 1939—1941 гг. — заведующий организационно-инструкторским отделом Ленинградского городского комитета ВКП(б),
- 1941—1944 гг. — член Военного совета Ленинградской армии народного ополчения, комиссар штаба Военного совета обороны Ленинграда,
- 1944—1949 гг. — первый секретарь Псковского областного и городского комитета ВКП(б). В октябре 1949 г. был освобожден от должности секретаря и вскоре арестован по «Ленинградскому делу».

После освобождения работал начальником цеха артели «Культигрушка» в Ленинграде. В 1955—1958 гг. — 1-й заместитель председателя Талды-Курганского облисполкома Казахской ССР.
В 1958 г. переведен в распоряжение Ленинградского областного комитета КПСС, работал начальником отдела, затем — начальником Управления кинофикации Исполнительного комитета Ленинградского областного Совета.
Избирался депутатом Верховного Совета СССР 2-го созыва.
Похоронен на Ново-Волковском кладбище Санкт-Петербурга.

## Награды и звания
Награжден орденом Ленина, двумя орденами Трудового Красного Знамени, орденом Отечественной войны II степени, двумя орденами «Знак Почета» (17.04.1940, «за успешную работу и проявленную инициативу по укреплений обороноспособности нашей страны»; …).
Заслуженный работник культуры РСФСР.